# Olle Zetherlund
Karl Olof Axel Zetherlund, surnommé Ole Zetherlund (né le 24 août 1911 à Stockholm en Suède et mort le 2 octobre 1974), est un joueur international de football suédois, qui évoluait au poste de milieu de terrain.
Il est surtout connu pour avoir terminé meilleur buteur du championnat de Suède lors de la saison 1937 avec 23 buts.